# Kromatida
Kromatida je tvorevina koja sadržava jednu spiraliziranu i kondenziranu molekulu DNK i bjelančevina. Polovica je udvostručenog kromosoma. Ona je radi mitoze ili mejoze povezana centromerom s drugom jednakom tvorevinom u kromosom.
Prije nego što se udvostruči, kromosom se sastoji od jedne molekule DNK. U podfazi sinteze u interfazi, udvostručuje se DNK u obliku uzvojnice odnosno nastaju kromatide. odnosno drugim riječima, repliciranjem DNK povećava se količina DNK ali se ne povećava broj kromosoma. Kromatide su dvije istovjetne kopije od koja svaka čini jednu polivicu repliciranog kromosoma. Kromatide se u kasnijim fazama stanične diobe razdvajaju po dužini čime postaju jednostruki kromosomi.
Obično su genski identični (homozigotni), no mogu se pojaviti male razlike zbog mutacija, čime postaju heterozigotni. Ne smije se miješati s pojmom ploidnosti organizma, koji označuje broj homolognih kromosoma u kromosomu.
Sestrinske kromatide su dvije kromatide koje su povezane centromerom u kromosom.
Kromatida je građena od dijelova koji prihvaćaju boju. Nazivamo ih kromomerama (tamni dijelovi, DNK). Dio kromatide koji ne prihvaćaju boju nazivamo kromonema (histon, bjelančevina, oko 60 aminokiselina).

## Vanjske poveznice
- Pavlica, Mirjana. Geni i kromosomi, mrežni udžbenik iz genetike  Arhivirana inačica izvorne stranice od 20. studenoga 2015. (Wayback Machine)